# One Second (альбом Paradise Lost)
One Second — шестой студийный альбом английской группы Paradise Lost, был выпущен в 1997 году на лейбле Music for Nations.

## Об альбоме
Композиция под названием «I Despair» имеется только на релизе, издававшемся в США, и на диджипак-издании. Японское издание диска имеет три бонус-трека. Композиции «How Soon Is Now?» и «Albino Flogged in Black» являются одноимёнными кавер-версиями исполнителей The Smiths и Stillborn соответственно.

## Список композиций
1. One Second - 3:33
2. Say Just Words - 4:02
3. Lydia - 3:32
4. Mercy - 4:24
5. Soul Courageous - 3:01
6. Another Day - 4:44
7. The Sufferer - 4:29
8. This Cold Life - 4:21
9. Blood of Another - 4:00
10. Disappear - 4:29
11. Sane - 4:00
12. Take Me Down - 5:25
13. I Despair - 3:53[4]
14. Cruel One[5]
15. How Soon Is Now? (The Smiths cover)[5]
16. Albino Flogged in Black (Stillborn cover)[5]

## Участники записи
- Nick Holmes — вокал
- Gregor Mackintosh — ведущая и акустическая гитара, клавишные, семплы, программирование и бэк-вокал, продюсер
- Aaron Aedy — ритм и акустическая гитара
- Stephen Edmondson — бас
- Lee Morris — ударные и перкуссия